# Estação de Wanshoulu
A Estação de Estação de Wanshoulu (Chinês simplificado: 万寿路站; pinyin: Wànshòulù Zhàn) é uma estação de metrô da linha 1 do Metrô de Pequim.

## References
1. ↑  «Beijing Subway». eBeijing. Beijing Municipal Government